# Elektrárny Prunéřov
Elektrárny Prunéřov (EPR2, EPRU I a EPRU II), jsou společně největší tepelné elektrárny v Česku. Elektrárenský komplex stojí v katastrálním území Prunéřova, který je částí města Kadaň a po němž byly pojmenovány. Elektrárny spalují hnědé uhlí ze sousedního Lomu Nástup Tušimice. Vlastníkem a provozovatelem elektráren je společnost ČEZ. Elektrárny Prunéřov patří k největším znečišťovatelům ovzduší v České republice. 
Provoz elektrárny Prunéřov I byl ukončen 30. června 2020. S provozováním modernizované části elektrárny Prunéřov II se počítá přibližně do roku 2037. V areálu by měly být postaveny fotovoltaické elektrárny s instalovaným výkonem až 243 MW.

## Historie elektrárny
Elektrárna Prunéřov I (EPRU I) byla vystavěna na konci 60. let minulého století s instalovaným výkonem 660 MW. O 15 let později byla dostavěna EPRU II s celkovým výkonem 1050 MW. 

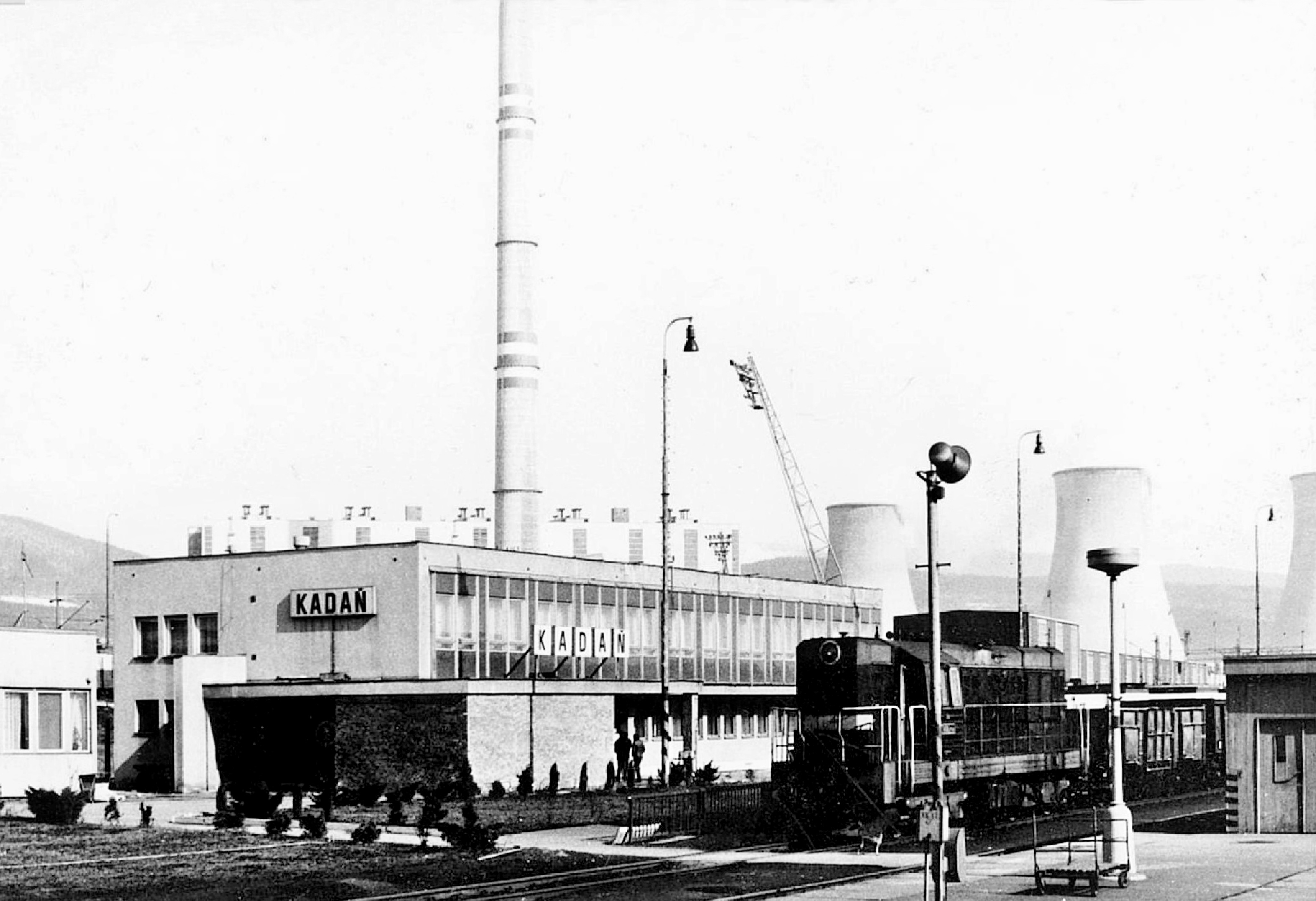
Nádraží Kadaň a elektrárna Prunéřov II v 80. letech 20. století

V devadesátých letech byl výkon EPRU I v rámci útlumového programu snížen o třetinu. V letech 1995 a 1996 byly obě elektrárny vybaveny odsiřovacím zařízením poté, kdy v důsledku nekontrolovatelného vypouštění oxidů síry do ovzduší a následných kyselých dešťů docházelo k rozsáhlé likvidaci lesního porostu přilehlých Krušných hor. Následky této devastace přírody jsou patrné dodnes a návrat k normálu bude ještě dlouhý proces. V evropském žebříčku sledujícím nejvyšší emise oxidu uhličitého elektráren ve vztahu k vyrobenému množství elektrické energie skončily elektrárny na dvanáctém místě (co do absolutního objemu emisí CO2 je Prunéřov až na dvacátém místě v Evropě). V rámci České republiky jsou elektrárny největším zdrojem emisí oxidu uhličitého, v roce 2007 emitovaly 10,1 milionů tun.
V rámci první vlny ekologizace provozu uhelných zdrojů byly v letech 1996–1999 kompletně odsířeny veškeré elektrárny Skupiny ČEZ v severních Čechách. Došlo k snížení emisí (SOx o 92 %, NOx o 50 %, TZL o 93 %, CO o 77 %) a skokovému zlepšení kvality ovzduší v severních Čechách, které je dnes většinou svých parametrů lepší než např. situace v ostravské nebo pražské aglomeraci.[zdroj?]

## Zdroj uhlí
Hnědé uhlí, které do elektrárny vozí vlaky společnosti SD – Kolejová doprava po vlečce Tušimice – Prunéřov, dodávají Severočeské doly z lomu Nástup – Tušimice. Jedná se o nepříliš kvalitní uhlí z hnědouhelné pánve severozápadních Čech mezi Chomutovem, Kadaní, Nechranickou nádrží a Březnem u Chomutova. Pro vylepšení spalované směsi je také v menším množství nakupováno uhlí z lomu ČSA nebo Vršany, které je s tušimickým před spálením smícháno.

## Produkty
Primárním produktem elektráren je elektrická energie. Druhotným produktem je teplo, které se využívá v Klášterci nad Ohří, Chomutově a Jirkově především k vytápění bytového fondu. V posledním desetiletí se také jako jedna ze složek stavebních materiálů využívá energosádrovec (produkt odsíření).

## Modernizace a ukončování provozu

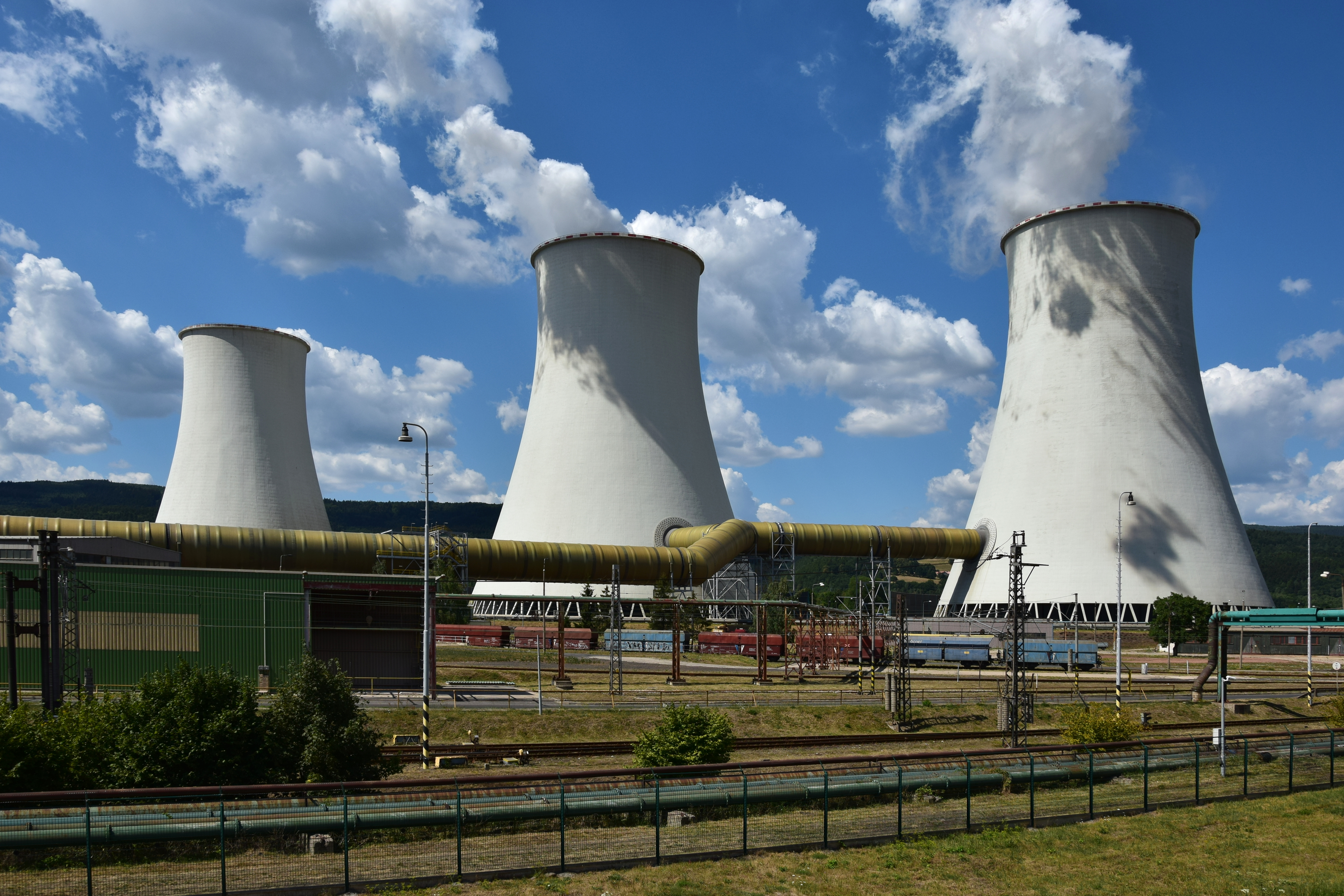
Chladicí věže

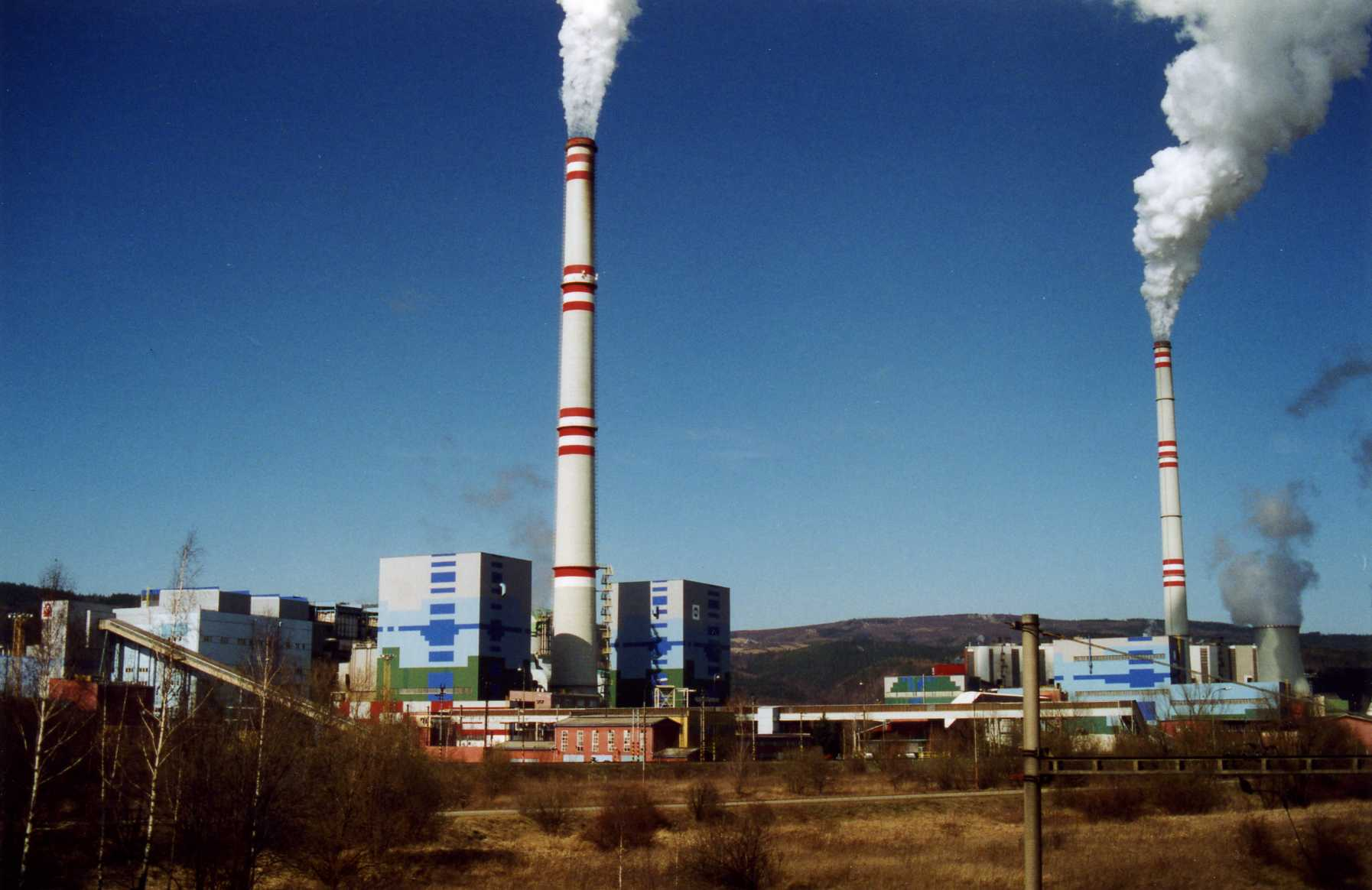
EPRU 1 a EPRU 2 v pozadí

### Plány a kontroverze
V březnu 2009 ministerstvo životního prostředí vrátilo společnosti ČEZ k dopracování dokumentaci hodnocení vlivů na životní prostředí k projektu modernizace elektrárny Prunéřov II. MŽP odůvodnilo vrácení neoprávněným požadavkem na předložení varianty dosahující účinnosti 42 %, kdy vycházelo z nesprávné aplikace tzv. nejlepších dostupných technik. Společnost ČEZ předložila variantu dosahující účinnosti přes 40 %. Rekonstrukce elektrárny Prunéřov II předpokládá výměnu tří stávajících kotlů a technologického zařízení za kotli. Plánována i výměna turbosoustrojí včetně napájecího zařízení, generátorů a dalších komponentů strojovny. Připravovaná modernizace elektrárny Prunéřov bude znamenat podle ČEZu další podstatné snížení emisí škodlivin: SOx (−57 %), NOx (−59 %), TZL (−39 %), CO2 (−31 %). V případě tuhých znečišťujících látek, se kterými má Česká republika problémy v oblasti kvality ovzduší, by parametry obnovené elektrárny byly třikrát přísnější, než ty zákonem běžně stanovené pro nové zdroje.[zdroj?]
V prosinci 2009 požádala Mikronésie dopisem ministerstvo životního prostředí o účast na řízení posuzující dopady za životní prostředí. Tichomořský stát je ohrožený stoupající hladinou oceánů, přičemž elektrárna vypouští 10 milionů tun oxidu uhličitého ročně, což je zhruba 40× více než roční emise celé Mikronésie a představuje tak podíl asi 2 desetitisícin na globálních emisích CO2. Dne 6. ledna 2010 byly na ministerstvo doručeny připomínky Mikronésie k dokumentaci vlivů záměru na životní prostředí předloženou elektrárenskou firmou ČEZ.
Ministr životního prostředí Jan Dusík ohlásil 26. ledna 2010, že zadá posouzení vlivů přestavby elektrárny zahraniční konzultační firmě. Posouzena má být jak varianta firmy ČEZ, tak i návrh s vyšší účinností. Pro tento nezvyklý krok se Dusík podle svých slov rozhodl kvůli tomu, že je v této věci vystaven politickým a ekonomickým tlakům. V únoru 2010 ministr oznámil, že posouzení zadal norské konzultační společnosti DNV (Det Norske Veritas) Společnost DNV již několikrát v minulosti zpracovávala audity nebo certifikace pro firmu ČEZ a její elektrárny, které byly vždy pozitivní. Na post ministryně životního prostředí nastoupila 29. dubna 2010 za ODS Rut Bízková, mj. bývalá mluvčí ČEZ. Dva týdny po jejím nástupu do funkce vydalo ministerstvo pro modernizaci Prunéřova souhlasné stanovisko. Následně probíhalo odvolací řízení proti územnímu rozhodnutí a proti rozhodnutí o změně integrovaného povolení pro komplexní obnovu. V těchto řízeních Ekologický právní servis argumentoval mimo jiné nedostatkem uhlí pro provoz elektrárny.

### Obnova EPRU II
V září 2012 započala komplexní obnova Elektrárny Prunéřov II. Obnova spočívala v demontáži stávajících technologií a jejich nahrazení novými. Na místě původních kotlů měly vyrůst 3 nové, každý o výkonu 250 MW. Okolní technologie jako odsíření apod. měly rovněž projít rekonstrukcí. Spaliny měly být zaústěny do chladicích věží, které měly projít rekonstrukcí a úpravou.

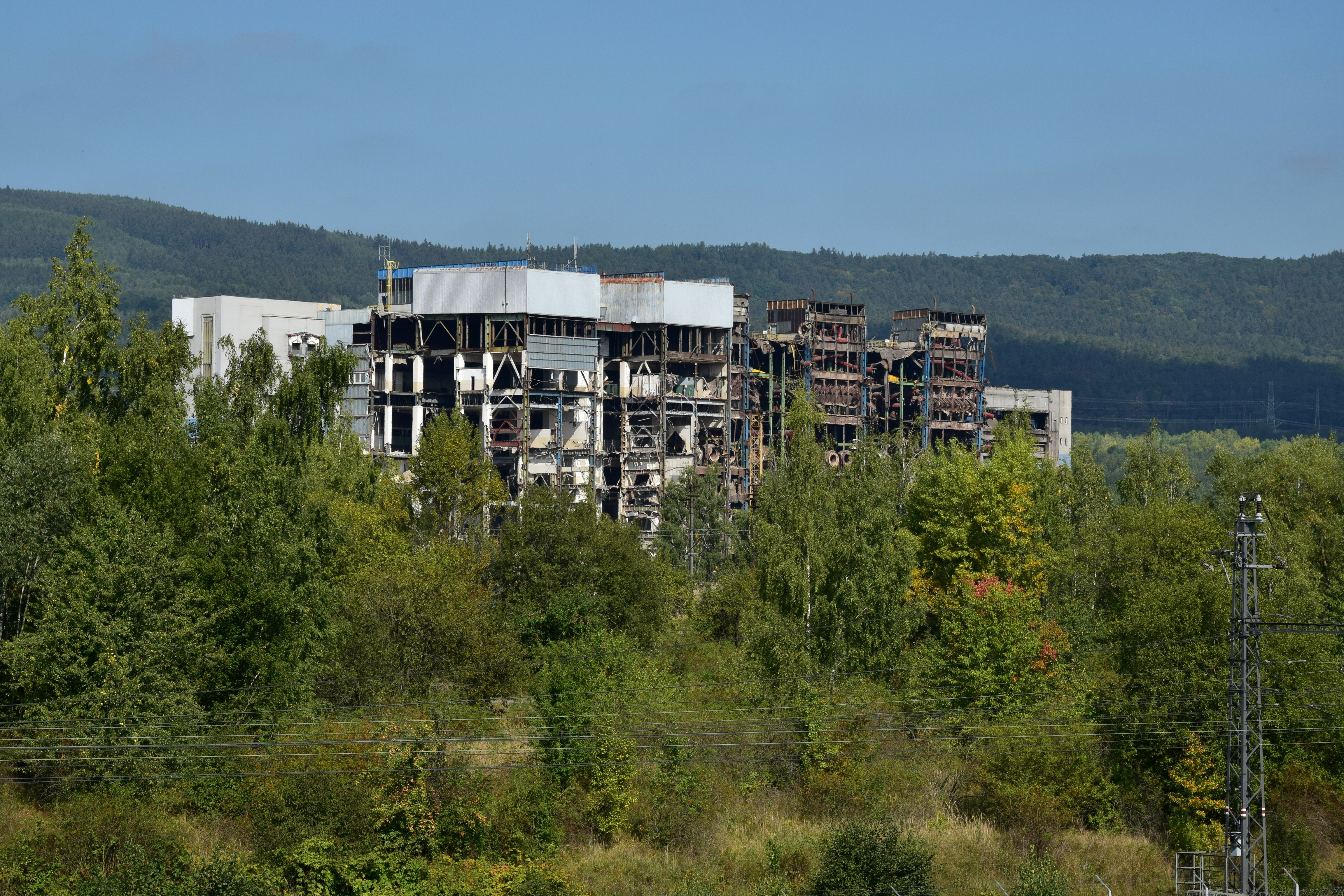
Demolice EPRU I

Po rekonstrukci byla elektrárna poprvé spuštěna na podzim roku 2015. Následně během roku 2016 byly definitivně odstaveny první dva bloky, které rekonstrukcí neprošly (blok 21 byl odstaven na konci března 2016 a blok 22 na konci července 2016).

### Ukončení provozu EPRU I
Provoz Elektrárny Prunéřov I byl ukončen 30. června 2020. Firma ČEZ hodlala následně využít areál k výstavbě paroplynového cyklu, plynové kotelny, solárního parku, bateriového úložiště či jiným způsobem. Likvidace elektrárny začala 13. května 2022 zahájením demolice chladicích věží. Dvě stě metrů vysoký komín byl odstřelen 23. června 2023. Odstřel proběhl v 10.56, přičemž počet minut symbolizuje 56 let existence elektrárny.